# Feísmo
El feísmo es la tendencia artística que valora estéticamente lo feo. Las obras feístas se distinguen porque el artista se recrea en ellas en la presentación de objetos, animales, personas, lugares o situaciones repugnantes.
Los motivos que subyacen a esta elección son muy variados. Por ejemplo, puede tratarse de un deseo de denuncia por parte del artista, que -al presentar elementos de la realidad que aborrece- pretende que el público tenga conciencia de ellos, para que así resulte posible cambiarlos. La poesía satírica, por ejemplo, aborda los aspectos más reprobables del ser humano, pero no para celebrarlos, sino para ridiculizarlos. La novela realista también explora los rincones más sórdidos de la sociedad, adoptando una función similar a la del periodismo de denuncia. Este aspecto se encuentra también en la novela picaresca, si bien en obras tardías de esta corriente, como La vida del Buscón de Francisco de Quevedo, lo desagradable se convierte en materia de chiste sin ningún asomo de empatía por la suerte de quienes lo sufren. Las novelas de Camilo José Cela, en especial La familia de Pascual Duarte, obra emblemática del llamado tremendismo, son un ejemplo más reciente de la fascinación, no siempre crítica, por lo abyecto y lo truculento. 
La opción por el feísmo puede ser también una protesta no contra la sociedad, sino contra lo absurdo e injusto de la existencia en general desde un punto de vista filosófico o religioso. La estética expresionista que arranca de la primera mitad del siglo XX es decididamente feísta y produce obras de gran magnitud, como el poemario Hijos de la ira, de Dámaso Alonso. La orientación edificante de este tipo de feísmo sigue los parámetros señalados por Nietzsche:

«152. El arte del alma fea. Se ponen límites demasiado estrechos al arte cuando se le exige que sea sólo el vehículo de expresión del alma regulada y equilibrada. Al igual que en las artes plásticas, hay en la música y en la poesía un arte del alma fea, junto al arte del alma bella; y ese arte es principalmente quien ha obtenido efectos más poderosos, quien ha quebrantado las almas, movido las piedras y convertido a los animales en hombres.»

Por último, algunos artistas utilizan el feísmo para agredir la sensibilidad del público, al que consideran demasiado autocomplaciente y convencional y cuyo criterio estético desprecian. En Las flores del mal de Charles Baudelaire tenemos un buen ejemplo de esta voluntad de «espantar al burgués» llevando a la obra de arte todo aquello que la sensibilidad convencional teme o condena: el crimen, la barbarie, la crueldad, la enfermedad, el satanismo, etc. El decadentismo posterior explora toda esta temática, que encontramos también por ejemplo en algunos poemas de Manuel Machado.
El feísmo afecta generalmente a los elementos que se describen en la obra de arte, pero no a la técnica: la obra de arte puede resultar hermosa aunque lo que pinta sea repulsivo, en función de sus cualidades puramente formales. Por ejemplo, en las obras de los citados Baudelaire y Manuel Machado se da un cuidado exquisito de la forma.
Cuando la exhibición de atrocidades se produce sin pretensiones artísticas ni morales abandona el territorio del arte propiamente dicho, aunque el espectáculo que se ofrece puede seguir resultando atractivo para aquellos que hallan en él un placer sádico o buscan emociones fuertes. Películas como Freaks de Tod Browning plantean esta problemática, a partir de una realidad histórica: la exhibición de personas con deformidades físicas y patologías mentales como parte del espectáculo circense.
Lo macabro, que en autores como Edgar Allan Poe sigue al servicio de una estética presidida por la búsqueda de lo bello y sublime, se explota más tarde comercialmente en obras sensacionalistas como La matanza de Texas o el cine gore y de zombis, que carecen en general de pretensiones artísticas.